# Chloreuptychia peruviana
Chloreuptychia peruviana är en fjärilsart som beskrevs av Prüffer 1922. Chloreuptychia peruviana ingår i släktet Chloreuptychia och familjen praktfjärilar. Inga underarter finns listade i Catalogue of Life.